# ウクライーネ国家弁務官区

ウクライーネ国家弁務官区
Reichskommissariat Ukraine (ドイツ語)
Райхскомісаріат Україна (ウクライナ語)

国歌: 
Das Deutschlandlied（ドイツ語）
ドイツの歌（1番のみ）

ウクライーネ国家弁務官区の位置（1942年）

ウクライーネ国家弁務官区（ウクライーネこっかべんむかんく、ドイツ語: Reichskommissariat Ukraine、ウクライナ語: Райхскомісаріат Україна）は、第二次世界大戦中、ナチス・ドイツにより現在のウクライナの大部分と、ベラルーシ、ポーランドの一部に設立された国家弁務官区である。国家弁務官エーリヒ・コッホが統治したこの国家弁務官区は、ナチズムに基づき住んでいた人々の迫害（スラブ人迫害、ホロコースト）や資源の搾取などが行われていた。

## 歴史
1941年6月22日、ドイツはソビエト連邦に対しバルバロッサ作戦を決行。ドイツ軍が赤軍を圧倒し開戦わずか3か月ほどで首都キーウ(キエフ)を占領した。
同年8月20日、ヒトラーはウクライナ国家弁務官区を設置。東部占領地域省が支配したが国家弁務官に任命されたエーリヒ・コッホが実権を握っていた。
当初スターリンの恐怖政治に怯えていたウクライナ人は当初ドイツに対し「解放者」として歓迎したが、ウクライナ人はナチズムに基づき「劣等人種」のレッテルを貼られ、「東方労働者」としてドイツへ送られて強制労働に従事させられた。
1944年7月28日、ウクライーネ国家弁務官区の領土は赤軍によるブレスト地方の奪還により土地をすべて失い、国家弁務官区は1944年11月10日に解体された。

## 領域
ウクライナの暫定的な境界は次のように決定された。
- 西:ポーランド総督府東部国境
- 南:ドニエストル川(モヒリーウ・ポジーリシキー)
- 東:モヒリーウ・ポジーリシキー～プリピャチ川東端
- 北:オストラント国家弁務官区との国境

1941年10月20日
- 西:変化なし

- 南:バール～チェルカースィ
- 東:ドニエプル川(チェルカースィまで)

1941年11月15日
- 南、東、北東:ドニエプル川～河口

1942年9月1日(地図と同じ)
- 東:キエフ州～ポルタヴァ州～ザポリージャ州
- 南:クリミア半島

## 地名・行政区分

### 地名
地名はロシア語からラテン語に転写したりドイツ語化が行われた。

### 行政区分

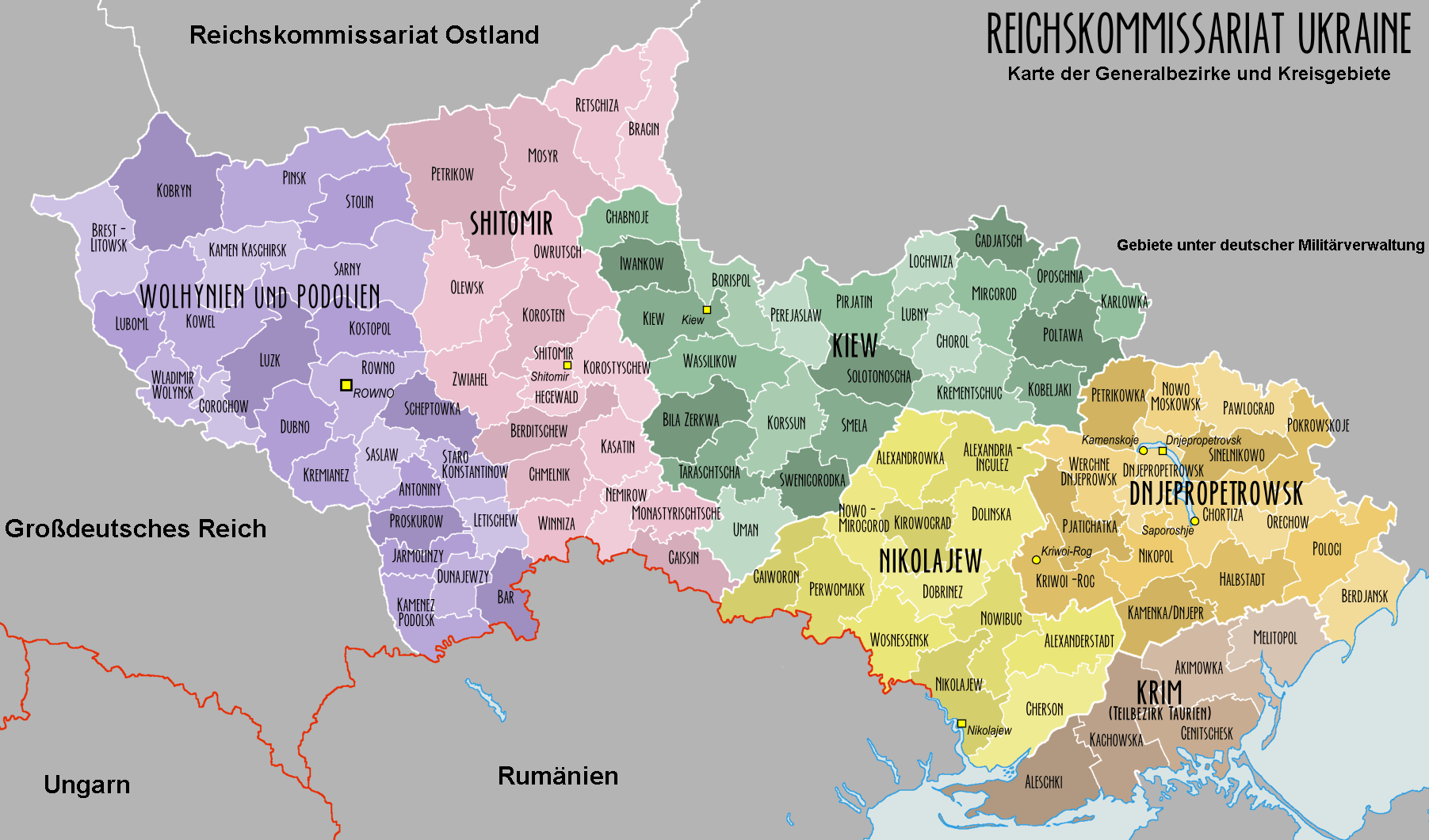
地区と郡の地図

6つの地区(ラヨン)に分けられた。
首都はキエフではなくリウネに置かれた。
| 右の地図の色 | 地区名                   | 所在地               |
| ------------ | ------------------------ | -------------------- |
| 紫           | ヴォルィーニ＝ポジーリャ | リウネ               |
| 桃           | ジトーミル               | ジトーミル           |
| 緑           | キエフ                   | キエフ               |
| 黄           | ニコライエフ             | ニコライエフ         |
| 黄土         | ドニプロペトロフスク     | ドニプロペトロフスク |
| 茶           | クリミア                 | メルトポリ           |

## 人物
- 国家弁務官（Reichskommissar）
  - エーリヒ・コッホ

- 行政委員（Generalkommissar）
  - クリミア行政地区委員（Generalkommissar für den Generalbezirk Krim (Teilbezirk Taurien)）
    - アルフレート・エドゥアルト・フラウエンフェルト

  - ジトーミル行政地区委員（Generalkommissar für den Generalbezirk Shitomir）
    - クルト・クレム（ドイツ語版）

  - キエフ行政地区委員（Generalkommissar für den Generalbezirk Kiew）
    - ヘルムート・クヴィツラウ（ドイツ語版）、1941年9月から1942年2月にかけて。
    - ヴァルデマール・マグニア（ドイツ語版）、1942年2月以降。

  - ニコライエフ行政地区委員（Generalkommissar für den Generalbezirk Nikolajew）
    - エヴァルト・オッパーマン（ドイツ語版）

  - ヴォルィーニ＝ポジーリャ行政地区委員（Generalkommissar für den Generalbezirk Wolhynien-Podolien）
    - ハインリヒ・シェーネ（ドイツ語版）

  - ドネプロペトロフスク行政地区委員（Generalkommissar für den Generalbezirk Dnjepropetrowsk）
    - ニコラウス・ゼルツナー（ドイツ語版）